# مایکل اسپاور
مایکل اسپاور (انگلیسی: Michael Spavor؛ زادهٔ ۱۹۷۶ (۴۸–۴۹ سال)) کارآفرین، و مشاور اهل کانادا است. اسپاور حوزه تجاری گسترده‌ای در کره شمالی دارد. او مدیر تبادل فرهنگی پاکتو می‌باشد و این سازمان به گسترش و سرمایه‌گذاری و ترویج گردشگری در کره شمالی می‌پردازد.
در دسامبر ۲۰۱۸، هنگامی که اسپاور در داندونگ، چین در مرز چین–کره شمالی مشغول کار و تجارت بود، وی به همراه مایکل کووریگ توسط مقامات چینی بازداشت شد. دستگیری وی به‌طور گسترده‌ای به عنوان تلافی دستگیری منگ وانژو مدیر اجرایی هواوی در کانادا تفسیر شد. در ۱۰ اوت ۲۰۲۱ اسپاور به جرم جاسوسی به ۱۱سال زندان محکوم شد. در ۲۴ سپتامبر ۲۰۲۱، اسپاور پس از رد درخواست استرداد منگ وانژو به عنوان بخشی از توافق دستگیری وی با وزارت دادگستری ایالات متحده آزاد شد

## تاریخچه
مایکل اسپاور در تورنتو، انتاریو متولد شد. او دارای مدرک از دانشگاه کلگری در زمینه روابط بین‌الملل است، وی با تمرکز بر شبه جزیره کره به مطالعات شرق آسیا پرداخت و در دانشگاه تجارت بین‌المللی و علوم سیاسی در دانشگاه ملی کانگوون در کره جنوبی تحصیل کرده‌است. اسپاور به زبان کره‌ای از جمله گویش کره شمالی و فرانسوی مسلط است.